# Samsung Ativ
Samsung ATIV je označení pro osobní počítače a mobilní telefony Microsoft Windows vyráběné firmou  Samsung Electronics. Slovo Ativ vychází ze slova „vita“ (česky „život“) přepsané pozpátku.
Označení Ativ bylo původně určeno pro tablety a smartphony s operačním systémem Windows 8 vyráběné firmou Samsung (včetně jednoho zařízení s OS Windows RT). V dubnu 2013 Samsung oznámil rozšíření označení na všechny budoucí výrobky. Dále pak přejmenoval již existující produktové řady.

## Smartphony
- Samsung Ativ S
- Samsung Ativ Odyssey
- Samsung Ativ SE
- Samsung ATIV S Neo

## Tablety
- Samsung Ativ Tab (Windows RT)

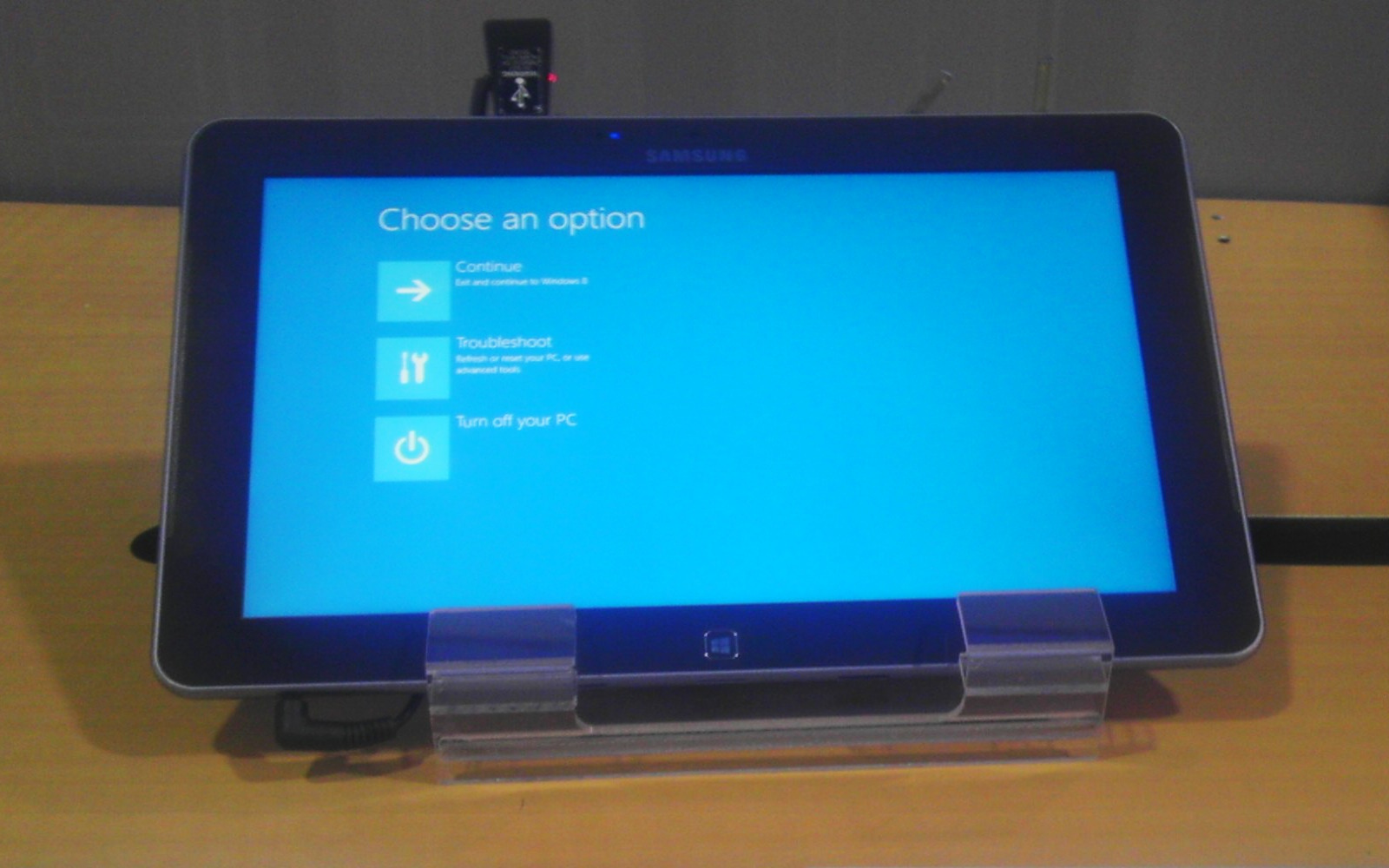
Ativ Tab

- Samsung Ativ Tab 5 (Smart PC) (Windows 8)
- Samsung Ativ Tab 7 (Smart PC Pro) (Windows 8)
- Samsung Ativ Tab 3 (Windows 8)
- Samsung Ativ Q (Windows 8 a Android 4.2.2 Jellybean)

## Osobní počítače (PC)

### Laptopy
- Samsung Ativ Book 2
- Samsung Ativ Book 4 370
- Samsung Ativ Book 4 510
- Samsung Ativ Book 5
- Samsung Ativ Book 6
- Samsung Ativ Book 7
- Samsung Ativ Book 8

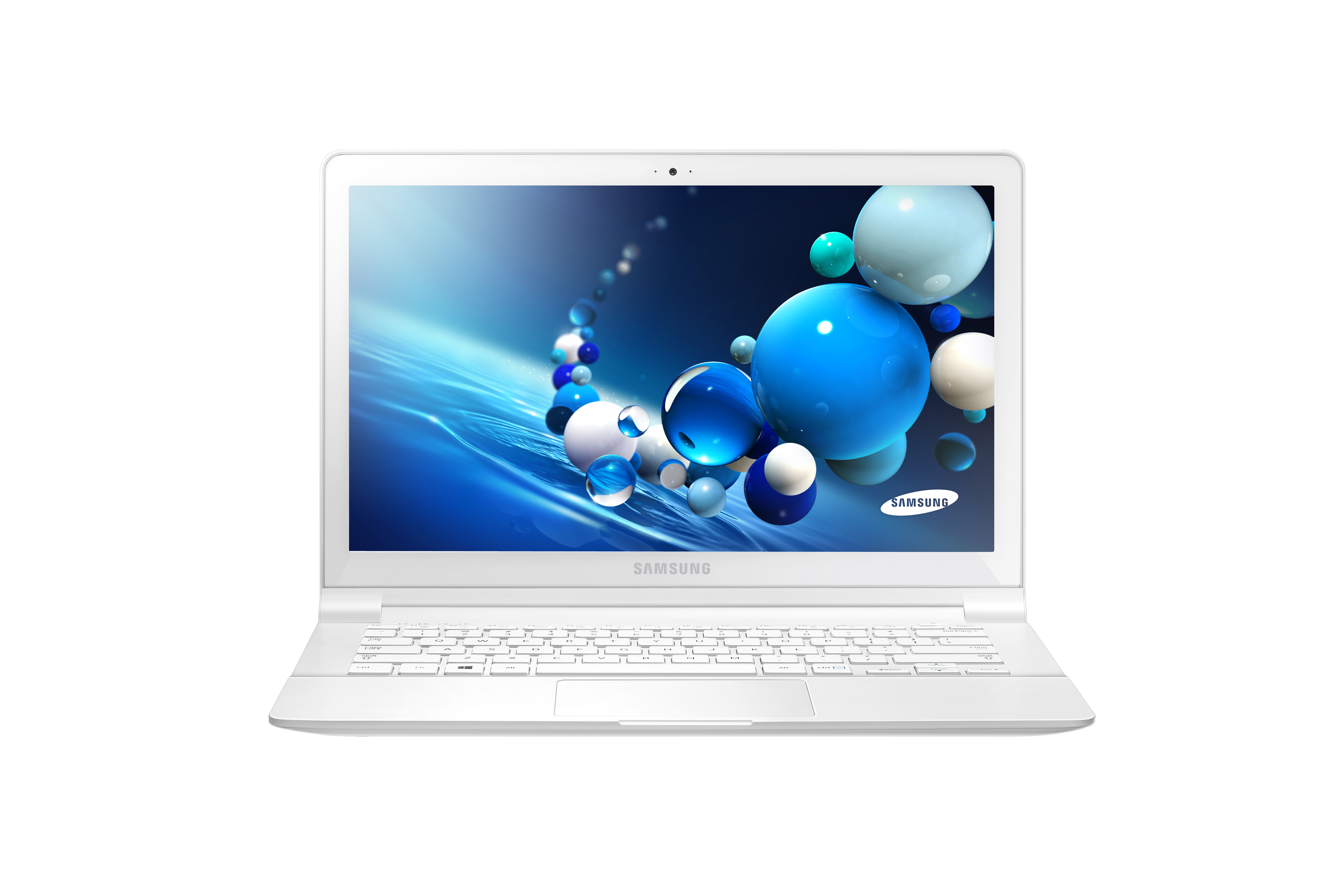
Samsung ATIV Book 9 Lite

- Samsung Ativ Book 9 Plus (Black) (Windows 8)
- Samsung Ativ Book 9 Lite (White) (Windows 8/ Pro)

### Desktopy
- Samsung Ativ One 3
- Samsung Ativ One 5
- Samsung Ativ One 7
- Samsung Ativ One 7 Curved